# Crisi de l'aigua

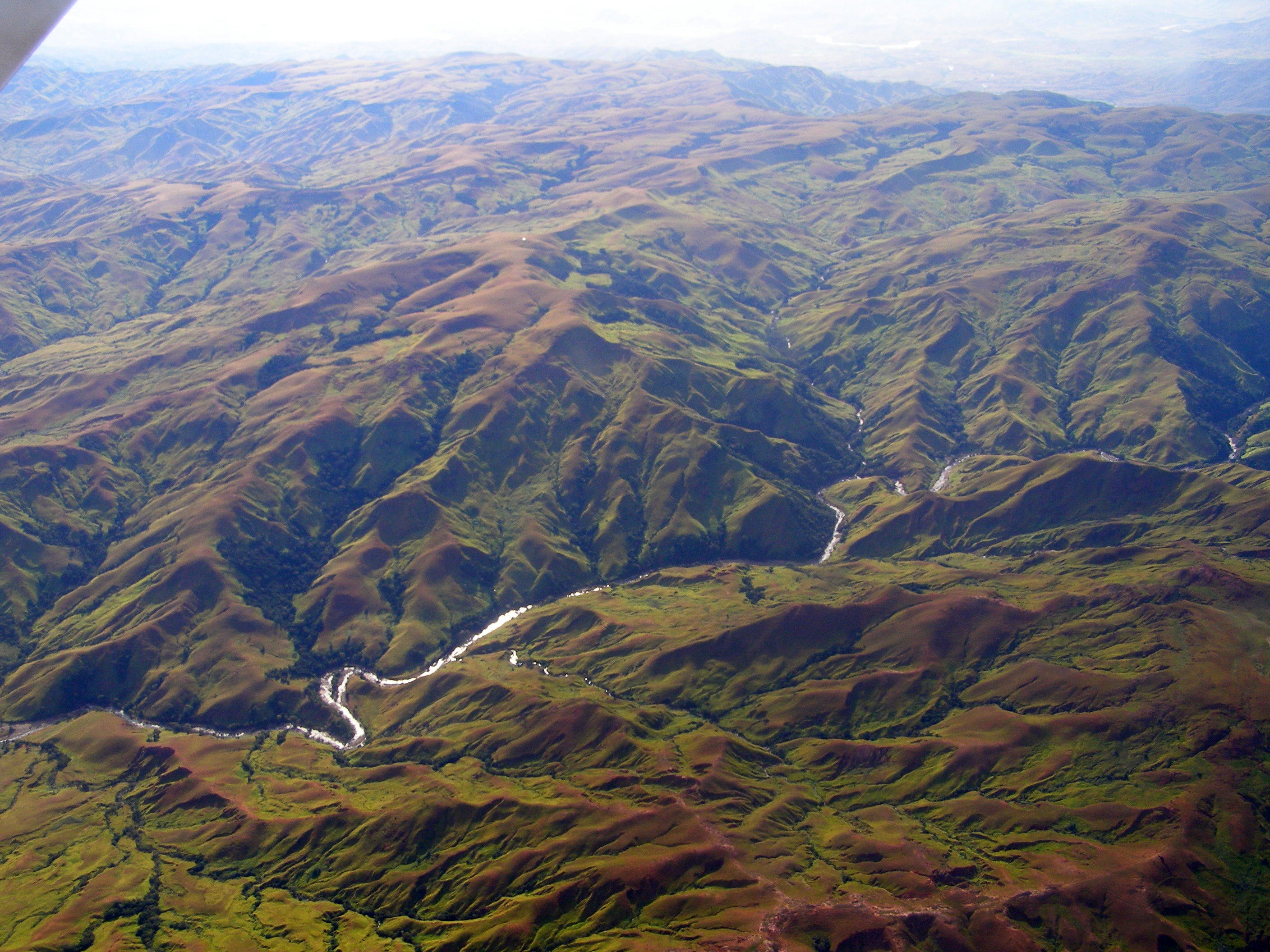
La deforestació de l'altiplà de Madagascar afecta les avingudes d'aigua.

La Crisi de l'aigua és un terme general per descriure una situació on l'aigua disponible dins una regió és menor que la seva demanda d'aigua. Aquest terme ha estat utilitzat per les Nacions Unides i altres organitzacions mundials. Altres, per exemple la FAO, van dir l'any 2003 que no hi havia crisi de l'aigua però s'han de fer passos perquè en el futur no n'hi hagi.

## Recerca
Segons la revista Nature (2010), un 80% de la població mundial viu en zones amenaçades per l'escassedat d'aigua. Les regions amb agricultura intensiva i població densa com els Estats Units i Europa tenen alta amenaça de seguretat de l'aigua. S'estima que durant 2010-2015 es necessitaran als Estats Units prop de 800.000 milions de dòlars per estructures de l'aigua
La gran majoria del planeta Terra està compost per l'aigua, el 97% d'aquesta és aigua salada i l'aigua dolça, usada pel sosteniment dels humans, és només el 3% del total de l'aigua de la Terra, però la competició per l'aigua dolça en un món superpoblat és el major risc per l'estabilitat dels humans.
2 billion people have gained access to a safe water source since 1990. La proporció de gent amb accés a aigua segura, sanitàriament i en quantitat suficient, que viu en països en desenvolupament ha millorat del 30% en 1970 al 71% en 1990, 79% el 2000 i 84% el 2004, s'espera que la tendència continuï.
La Terra té un subministrament limitat d'aigua dolça, emmagatzemada en aqüífers, aigua superficial i l'atmosfera. En el cas dels oceans l'energia necessària per convertir l'aigua salada en aigua potable té actualment un cost prohibitiu, cosa que explica que només una petita part del món s'abasteixi d'aigua dessalinitzada.

## Algunes de les regions més afectades

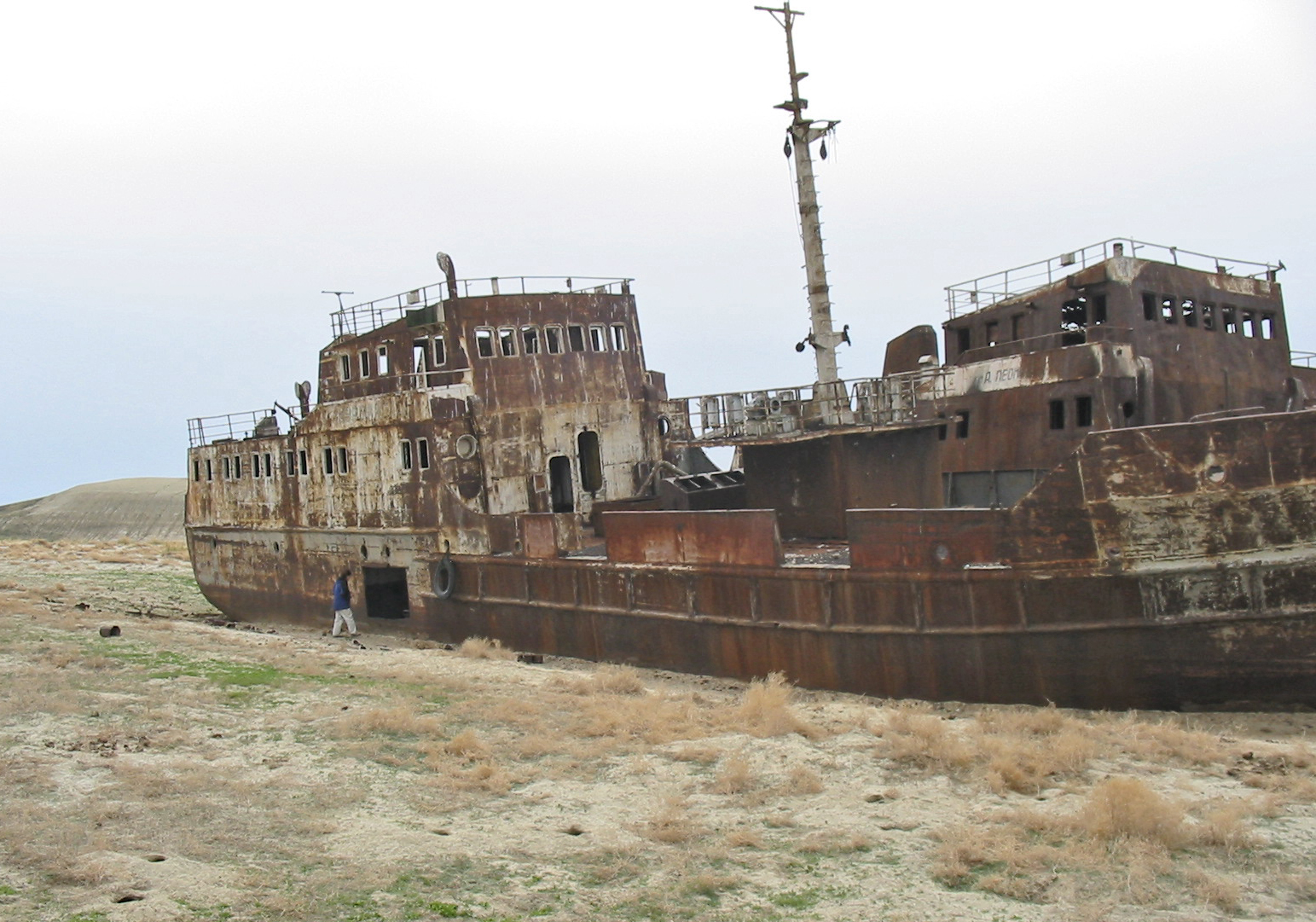
Dos vaixells abandonats en l'antiga Mar d'Aral, Kazakhstan.

Hi ha altres països afectats, en aquesta llista figuren les persones que només consumeixen aigua contaminada
- Sudan 12,3 milions
- Veneçuela 5.0 milions
- Etiòpia 2,7 milions
- Tunísia 2,1 milions
- Cuba 1,3 milions

Es poden consultar diversos mapes sobre diversos aspectes d'aquest problema.
Segons el Departament de Recusrsos d'Aigua de Califòrnia si no es troben noves fonts de subministrament d'aigua cap a 202=, l'estat tindrà un dèficit tan gran com el subministrament de l'actualitat. Es creu que la població californiana arribar als 41 milions ell 2020 respecte als 28 milions del 2009.
La Xina i Índia són els països amb més dèficit hídric on la capa freàtica està davallant molt (també ho fa als Estats Units) per bombament en excés d'aigua subterrània. Altres països afectats per això són Pakistan, Iran i Mèxic. Si la població segueix augmentant serà difícil solucionar el problema.
Després de la Xina i Índia els altres països amb el major dèficit són Algèria, Egipte, Iran, Mèxic, i Pakistan.
Segons l'informe climàtic de les Nacions Unides les glaceres de l'Himàlaia són les fonts dels principals rius d'Àsia: - el Ganges, Indus, Brahmaputra, Yangtze, Mekong, Salween i el Riu Groc – podrien desaparèixer cap a 2350 amb l'augment global de la temperatura.
La major part d'Austràlia està ocupada per deserts i semideserts aquests popularment coneguts com l'outback. La conca hídrica del Murray-Darling pot quedar afectada fàcilment. A Austràlia en molts llocs són corrents les restriccions d'aigua de forma crònica. La ciutat d'Austràlia occidental de Perth podria passar a ser una "ciutat fantasma" (abandonada) per la manca d'aigua,

## Possibles solucions

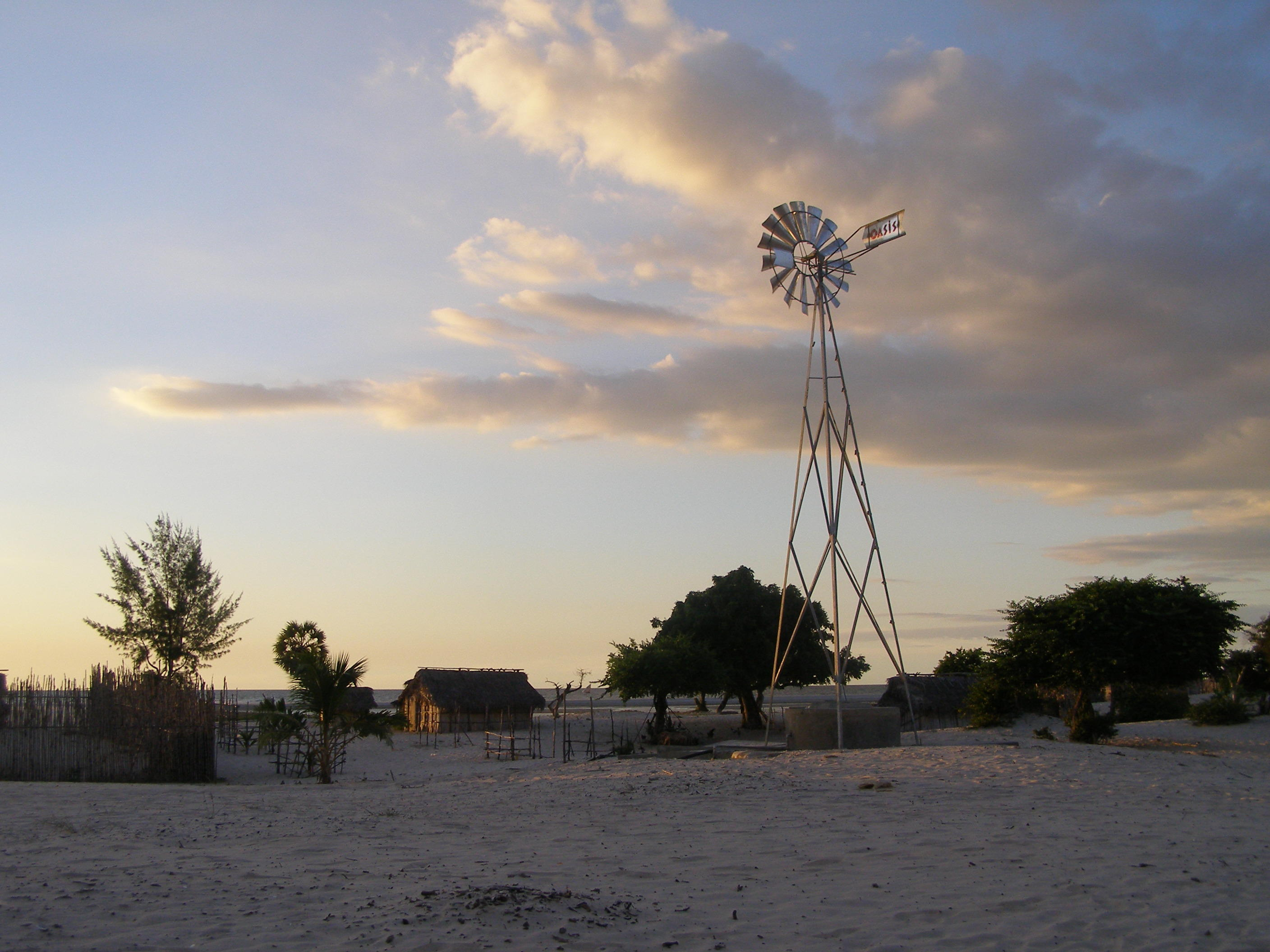
Una instal·lació eòlica i solar al nord-oest de Madagascar per extreure l'aigua.

La construcció de plantes depuradores i la reducció de l'extracció de l'aigua subterània apareixen com solucions òbvies al problema. Tanmateix les plantes depuradores requereixen (en la construcció i el manteniment) grans capitals dels quals no es disposa en moltes zones del món.
La reducció del bombeig d'aigua subterrània acostuma a ser una mesura impopular i té un impacte negatiu en l'agricultura.
En els països en desenvolupament, són més realistes les solucions per aconseguir millor seguretat sanitària de l'aigua amb mitjans més modestos (sistemes sèptics) i minimitzar l'impacte de l'abocament d'aigües residuals. Igual que en els països desenvolupats, en els subdesenvolupats s'haurien d'incrementar la protecció dels sistemes ecològics dels aiguamolls i de les ribes (riparis) que faria més efectiu el cicle de l'aigua natural.
Es disposa de solucions de baixa tecnologia com les de destil·lar l'aigua amb energia solar.
Les noves tecnologies contínuament van reduint el cost econòmic de la dessalinització.
- A Israel dessalinitzar l'aigua costa 53 centaus $ per metre cúbic[20]
- A Singapur costa 49 centaus[21] i també tracta les aigües residuals amb l'osmosi inversa.
- La Xina, l'Índia i el Pakistan opten per la dessalinització, almenys per una petita part de les seves necessitats[22][23]

- La planta dessalinitzadora més gran dels Estats Units es troba a Tampa Bay, Florida, que començà dessalinitzant 95.000 m³ d'aigua per dia el desembre de 2007.[25] Als Estats Units el cost de dessalinitzar era de 81 centaus per metre cubic.[26]
- A Aràbia Saudita l'aigua dessalinitzada a Jubail, es bombeja per una canonada fins a la capital, Riyadh.[27]

El diari Wall Street Journal de 17 de gener de 2008, esmentava que a tot el món 13.080 plantes dessalinitzadores produïen més de 12.000 milions de galons (x3,79 litres) d'aigua cada dia
Un informe de Lux Research estimà que el volum de l'aigua dessalinitzada, al món, es triplicaria entre 2008 i 2020.
Tanmateix no tothom està convençut sobre que la dessalinització sigui viable econòmicament i sostenible ecològicament.